# Björn Emmerling
Björn Emmerling (Wurtzburgo, 16 de novembro de 1975) é um ex-jogador de hóquei sobre a grama alemão que atuou pela seleção de seu país.

## Carreira

### Olimpíadas de 2004
Nas Olimpíadas de 2004, realizada em Atenas, Björn Emmerling e seus companheiros de equipe levaram a seleção alemã à conquista da medalha de bronze. Após terminar em segundo lugar do grupo na primeira fase do torneio, a Alemanha enfrentou a seleção neerlandesa na semifinal, quando foi derrotada por 3 a 2. Na disputa do terceiro lugar, Björn Emmerling ajudou seu time a ganhar de 4 a 3 da Espanha, ficando assim com o bronze.